# Barbie (videogioco 1991)
Barbie è un videogioco a piattaforme per bambine del 1991 per NES e MS-DOS ispirato alla celebre linea di bambole Barbie.

## Modalità di gioco
A differenza di altri videogiochi della serie, Barbie è un platform, in cui i livelli si chiamano "sogni", ed ogni sogno vede Barbie muoversi nello schermo da destra a sinistra, evitando gli ostacoli che incontrerà nel percorso. Barbie può inoltre chiedere l'aiuto dei suoi amici animali, premendo il tasto SELECT per decidere quale azione far compiere all'amico animale, ed il tasto B per eseguire il comando.